# 山川灣

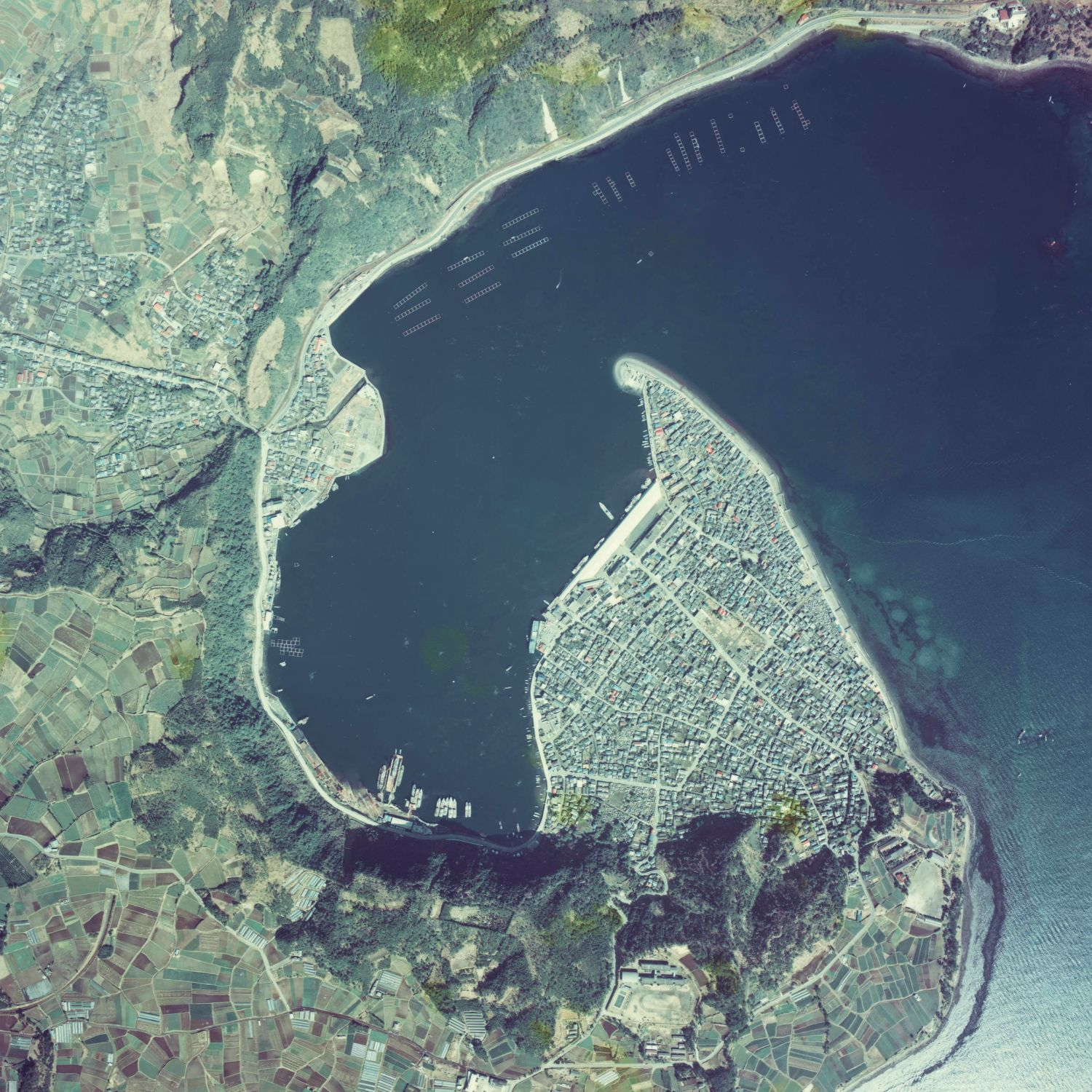
用國土交通省資料製作的山川灣空照圖（1974年）

山川灣（日语：／ Yamagawa wan */?）是日本鹿兒島縣指宿市的一個海灣。位於薩摩半島南端，鹿兒島灣沿岸，因火山活動而形成。縱深約2公里，寬約700公尺。最深處在海灣彎曲處，深約50公尺。
灣內由沙咀劃分為內灣和外灣。內灣海況平穩，建有山川港，是停泊大型船隻的天然良港。

## 概況
山川灣是經薩摩半島東南部阿多火山臼系列火山活動而形成的一個火山口遺跡。約5500年前，也就是在池田湖、鰻池形成的同一時期，鹿兒島灣一側海岸附近發生了岩漿水蒸汽爆炸，形成了一個直徑約2公里的窪地。窪地東側火山壁山崩後，海水湧入形成了半圓形的海灣。後來南側附近的沙咀再向北伸，便形成了目前的地形。爆炸產生的大量噴發物遺留在周邊地層，有的厚達30公尺。
山川灣地質活動頻繁，與成川盆地、池田湖、鰻池、池底和松窪等活火山群一道被日本氣象廳指定為C級活火山地帶，受到嚴密監視。
海灣周圍是高約80公尺的火山壁型山崖。海岸地帶開發有川尻溫泉。

## 交通

### 鐵道
- JR九州指宿枕崎線山川車站

### 道路
- 國道269號 (日本)

### 航運
- 山川港：山川・根占渡輪